# Діброва (Войнилівська селищна громада)
Дібро́ва — село в Войнилівській громаді Калуського району Івано-Франківської області України, розміщене у верхів'ях річки Буркач.

## Історія
У люстрації 1578 року село Діброва позначене як володіння Пресминських «Дубровляни» поряд із суміжною Довжкою (стор. 86: Dolha Minor et Dubrowlany, tenutae Przessmynskich), що цілком можливо спричинене неточністю писаря при перекладі на польську мову місцевої української назви для внесення в документ. 
У 1880 році — присілок села Томашівці Калуського повіту, більшістю земель володіла родина Суходольських.
У 1939 році село належало до Калуського повіту, проживало 670 мешканців (585 українців, 70 польських колоністів, 10 латинників і 5 євреїв). В лютому 1940 року село включене до Войнилівського району (була утворена сільрада) і було в його складі до приходу угорців у червні 1941 р., та після повернення радянських військ у липні 1944 р. аж до ліквідації району в грудні 1962 р.
Як і в решті сіл Галичини, московські окупанти терором придушували опір жителів села. В селі похований крім інших Марків Іван Дмитрович «Сорока» (1924-06.04.1946) з Топільського — ад’ютант сотенного «Ґонти».
12 червня 1951 р. під приводом попереднього злиття колгоспів у колгосп «Перемога» Войнилівський райвиконком рішенням № 320 ліквідував Дубрівську сільраду з приєднанням до Довжівської сільради.

## Соціальна сфера
- Церква Успіння Пресвятої Діви Марії (Богородиці) (храмове свято 28 серпня) збудована 1904 року, пам'ятка архітектури місцевого значення № 761[5]. Австрійська армія конфіскувала в серпні 1916 р. у місцевій церкві 4 давні дзвони діаметром 74, 35, 32, 25 см, вагою 185, 19, 12, 10 кг, виготовлені в 1905, 1839, 1748 рр. Після війни польська влада отримала від Австрії компенсацію за дзвони, але громаді села грошей не перерахувала.[6]
- Народний дім.[7]
- Школа на 40 місць.
- ФАП.
- 95 дворів, 165 мешканців.

## Вулиці
У селі є вулиці:
- Безруких
- Івана Котляревського
- Лесі Українки